# Chasmodia badia
Chasmodia badia är en skalbaggsart som beskrevs av Perty 1830. Chasmodia badia ingår i släktet Chasmodia och familjen Rutelidae.

## Underarter
Arten delas in i följande underarter:
- C. b. planaticola
- C. b. paralia
- C. b. heliophila